# Pardosa acorensis
Pardosa acorensis är en spindelart som beskrevs av Simon 1883. Pardosa acorensis ingår i släktet Pardosa och familjen vargspindlar. Inga underarter finns listade i Catalogue of Life.